# Luigi Rotelli
Luigi Rotelli (* 26. Juli 1833 in Corciano, Provinz Perugia, Italien; † 15. September 1891 in Rom) war zunächst Bischof, später Kurienkardinal der römisch-katholischen Kirche.

## Leben
Rotelli studierte Theologie in Perugia und wurde am 20. Dezember 1856 zum Priester geweiht. 1857 wurde er Professor am Priesterseminar des Bistums Perugia.
Papst Leo XIII. verlieh ihm 1878 den Titel eines päpstlichen Hausprälaten und ernannte ihn im selben Jahr zum Bischof von Montefiascone. Die Bischofsweihe spendete ihm Kardinal Raffaele Monaco La Valletta. Mitkonsekratoren waren Giovanni Battista Paolucci und Giulio Lenti. 1882 wurde Rotelli Titularbischof von Pharsala. Im nächsten Jahr hielt er sich als Apostolischer Delegat in Konstantinopel auf. 1887 wurde er Apostolischer Nuntius in Frankreich.
Leo XIII. nahm ihn am 1. Juni 1891 als Kardinalpriester ins Kardinalskollegium auf. Luigi Rotelli starb, bevor der Papst ihm eine Titelkirche zuweisen konnte.